# Maladie de la carte

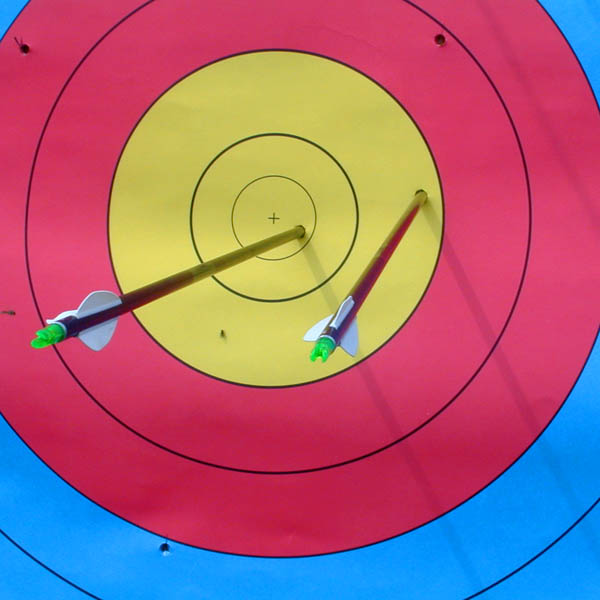
Cible anglaise

Au tir à l'arc, la maladie du jaune ou maladie de la carte est un trouble psychologique qui force l'archer à décocher prématurément sa flèche.

## Symptômes
L'archer ressent un besoin irrépressible de lâcher la flèche dès que le viseur se confond avec le centre de la cible. L'archer ne parvient pas à maintenir sa visée et à stabiliser l'arc, et dans certains cas ne parvient pas à positionner le viseur au centre de la cible. En découlent de mauvais résultats.

## Causes
La cause exacte n'est pas connue (en 2006) mais plusieurs théories ont été formulées.
L'une d'entre elles met en cause la peur de l'échec, qui amène l'archer à se concentrer sur la trajectoire de la flèche et sur le resultat final du tir plutôt que sur la fin du geste sportif. Il ressent alors le besoin de connaître le résultat le plus tôt possible, reléguant la stabilité de sa position de tir et la qualité du décochage au second plan.

## Solutions
Chaque archer lutte à sa manière contre ce trouble. Un certain nombre de pratiques sont le fruit de l'expérience :
- Développer la musculature impliquée dans le maintien de la position de visée, notamment les muscles du dos et des épaules. Amoindrir l'effort musculaire pour maintenir la position de visée aiderait l'archer à diminuer le besoin de décocher.
- Utiliser un dispositif de décochage mécanique attaché au poignet, empêchant ainsi l'archer de lâcher la flèche par décontraction musculaire.
- Maintenir la position de visée plusieurs secondes après le décochage, afin de lutter contre le besoin de connaître le résultat le plus vite possible.
- Se positionner très près de la cible afin d'éliminer la préoccupation inconsciente de manquer la cible. décochant éventuellement les yeux fermés.
- Se récompenser pour la qualité du tir, et non pour son résultat.
- Décocher les yeux fermés pour se concentrer exclusivement sur sa position et sa stabilité.
- Utiliser un clicker qui oblige à tenir la visée jusqu'à ce que le "clic" se fasse entendre pour décocher, sous peine d'arracher les plumes de la flèche…